# Warehouse (discothèque)
Pour les articles homonymes, voir Warehouse et Music Box.
Résidence
Le Warehouse (ou The House) était une discothèque célèbre située à Chicago aux États-Unis. Ouverte en 1977 sous la direction de Robert Williams, elle est renommée Music Box après le départ de son DJ résident Frankie Knuckles fin 1982 et ce jusqu'à sa fermeture en 1987. Ce club est considéré aujourd'hui par beaucoup comme le lieu de naissance de la house music, en particulier de la Chicago house.

## Histoire
The Warehouse ouvre ses portes en 1977 au 206 South Jefferson Street à Chicago. Elle accueille majoritairement un public gay noir et latino. Elle évite les ennuis avec la police et les contrôles à répétition en ne servant aucun alcool. L'ambiance est donnée par des générateurs de fumée et des éclairages psychédéliques. La piste de dance se situe au niveau inférieur, on y accède depuis l'entrée par des escaliers. On y passe principalement du R'n'B et de la disco.
Son DJ résident, Franckie Knuckles, arrive de New York. Il y mixe dans un style particulier et « extatique » des titres comme Let No Man Put Asunder, qui devient un classique de la boîte. Son style particulier attire un public plus large, et la discothèque n'est bientôt plus réservée aux seuls homosexuels.
Après l'augmentation du ticket d'entrée et l'arrivée d'un public moins « branché », Franckie Knuckles quitte le club en 1982 pour fonder sa propre boîte, le Power Plant. Robert Williams ferme le Warehouse en 1983 et le rouvre la même année sous le nom de « Music Box », dont Ron Hardy devient le DJ résident. Marshall Jefferson, connu pour être un des principaux innovateurs de la musique house, joue également dans ce club légendaire. Le Music Box est connu aujourd'hui pour avoir été le lieu de naissance d'un courant plus agressif de la house music, bientôt connu sous le nom d'acid house, notamment sous l'influence de son DJ résident, Ron Hardy. Le Music Box ferme en 1987.

## Apports
De par l'apport de Franckie Knuckles, en plus de celle d'autres DJs de Chicago comme Lil' Louis et Ron Hardy au Music Box, un nouveau style musical se structure ; il tirera son appellation du nom même de la boîte. Néanmoins, la popularisation de cette musique et son appellation rendant hommage au Warehouse est « posthume » car elle n'intervient que plusieurs années après sa fermeture.
Après l'explosion de la house music en une multitude de sous-genres, le style initial prend par rétronymie l'appellation de Chicago house.
À l'autre bout du pays, le Paradise Garage de New York réalise un parcours similaire. Les DJs qui y officient sont à l'origine d'un autre style musical, le garage.